# Ndago (Iramba)
Ndago ist ein Verwaltungsbezirk (englisch Ward) des Distrikts Iramba in der tansanischen Region Singida.

## Geografie
Ndago ist ein Bezirk im nördlichen Zentralteil von Tansania etwa 50 Kilometer Luftlinie nordwestlich der Regionshauptstadt Singida. Der Bezirk grenzt im Norden an Mukulu, im Osten an Mbelekese, im Süden an Ndulungu und Mwaru und im Westen an Urughu, Mtekente und Mtoa. Bei der Volkszählung 2022 lebten 20.241 Menschen in 4162 Haushalten auf einer Fläche von 326 Quadratkilometern.

## Gliederung
Der Bezirk besteht aus vier Gemeinden (swahili Mtaa) mit 21 Orten (Kitongoji):
| Nguvumali - Ilongelo - Nkulusi - Masimba - Mdonkoto - Ndago Kati | Zinziligi - Zinziligi - Lunua - Kinishanga - Mtakuja - Maruja | Songambele - Lyowelya - Kibaya Magharibi - Kibaya Mashariki - Jengelangulu - Ushora Kati - Mapera B - Shemwela | Luzilukulu - Mapera A - Luzilukulu Ng’ambo - Luzilukulu Bondeni - Kabutwa |

## Infrastruktur
- Bildung: Im Bezirk gibt es zwei weiterführende Schulen.[8] Die beiden Ndago Secondary School[9] und Ushora Secondary School[10] sind staatliche Schulen, die Mädchen und Burschen bis zur 4. Stufe ausbilden.
- Gesundheit: In Ndago liegt ein öffentliches Gesundheitszentrum.[11]